# Sołdek (Schiff)
Die Sołdek ist ein ehemaliger polnischer Kohle- und Erzfrachter und heute Museumsschiff des Nationalen Maritimen Museums in Danzig. Sie war das erste in Polen nach dem Zweiten Weltkrieg gebaute Schiff und das erste von insgesamt 29 Einheiten des Typs B30, die zwischen 1949 und 1954 bei der Stocznia Gdańska (Danziger Werft) gebaut wurden. Der Name Sołdek ehrt den Werftarbeiter Stanisław Sołdek.

## Geschichte

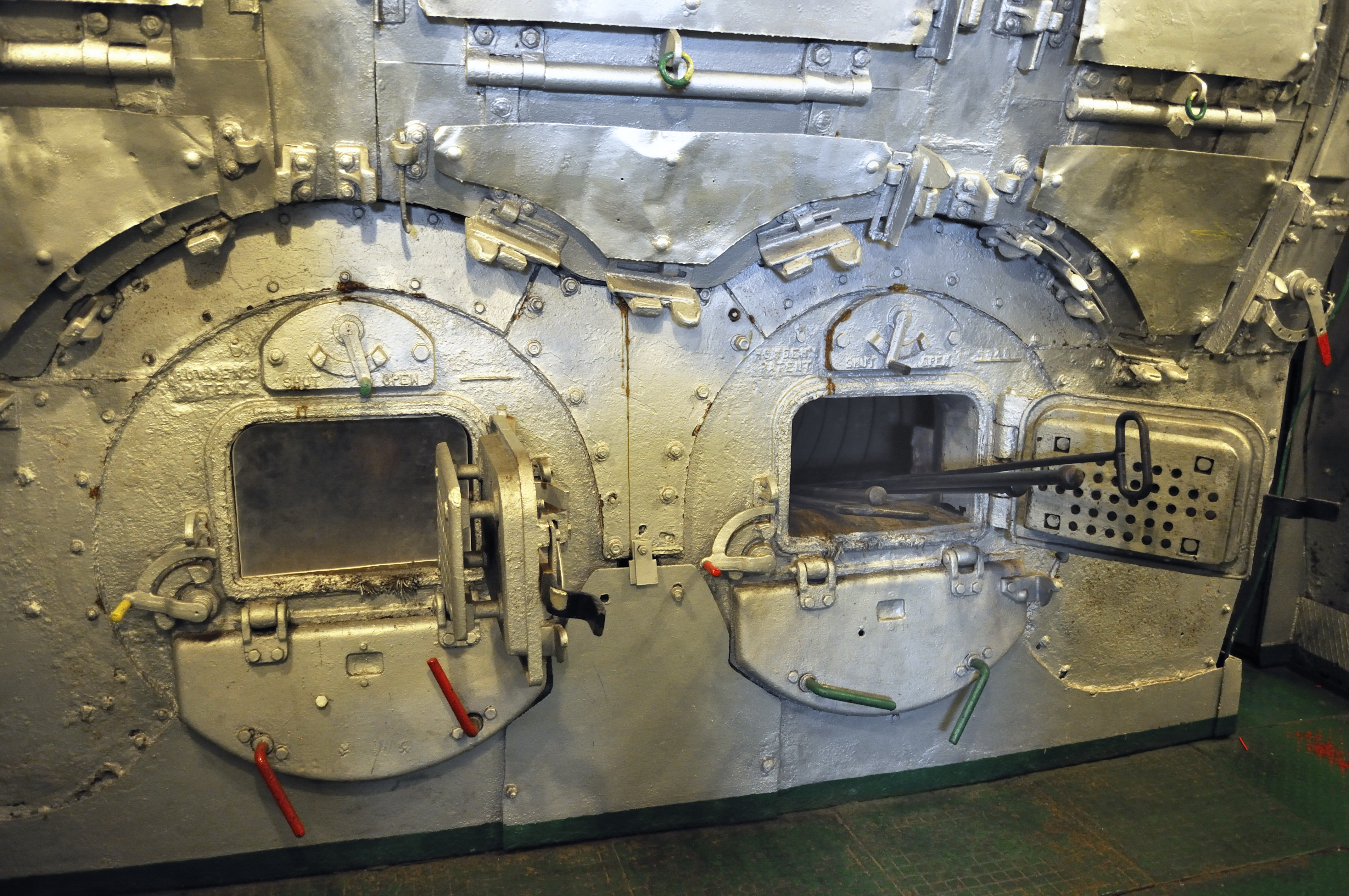
Die beiden Howden-Johnson-Dampfkessel des Schiffes

Die Sołdek wurde am 3. April 1948 auf Kiel gelegt und lief am 6. November 1948 vom Stapel. Vom 21. Oktober 1949 bis zum 30. Dezember 1980 war sie im regulären Dienst.
Seit 1985 liegt sie als Museumsschiff in Danzig und kann besichtigt werden. Besucher haben Zugang zu einem Großteil des Schiffes.